# Apterophora attophila
Apterophora attophila är en tvåvingeart som beskrevs av Borgmeier 1930. Apterophora attophila ingår i släktet Apterophora och familjen puckelflugor. Inga underarter finns listade i Catalogue of Life.